# Pterophorus leucadactylus
Pterophorus leucadactylus là một loài bướm đêm thuộc họ Pterophoridae. Nó được tìm thấy ở Sri Lanka, Sumba, New Guinea, Ấn Độ, Trung Quốc, Đài Loan, Malaya, Sumatra, Java, Borneo, Philippines, Micronesia, the Bismarck Islands, quần đảo Solomon và Úc.